# 圓成實性
圓成實性，大乘佛教術語，又稱為法性，意指諸法之本性，體性為空(自性空)，為有自性義之一。這個學說由唯識學派提出，是唯識派的根本宗義之一。

## 字源
pariniṣpanna-svabhāva是個梵文複合名詞。
其字根svabhāva，譯為自性。
pariniṣpanna，原本有「完成」或「終了」的意思，亦意為「圓滿」「不變之本性」之意。以字面意思解釋，即是不依靠其他事物之不變圓滿自性。

## 概論
在《解深密經》中，有自性義有三，謂遍計所執性、依他起性與圓成實性

，另一切法相亦區分為三，即遍計所執相、依他起相與圓成實相
。
此中，
圓成實性之自性，亦是勝義，即無自性
，
意指體性為空，非指無圓成實性。
圓成實自性，即圓成實相，亦名勝義無自性性
。